# 주간고속도로 제5호선
주간고속도로 제5호선(영어: Interstate 5, I-5)은 미국 남서부 캘리포니아주 샌디에이고(San Diego)와 가까운 멕시코 바하칼리포르니아주 경계에서 북서부 워싱턴주 블레인(Blaine)과 가까운 캐나다 브리티시컬럼비아주 경계를 있는 남북축 최서단 고속도로이다.

## 특징
- 태평양과 접해있는 캘리포니아주, 오리건주, 워싱턴주를 모두 통과한다.
- 태평양 연안 3개 주의 주도 (새크라멘토, 세일럼, 올림피아)도 모두 통과한다.
- 미국의 주간고속도로 중 유일하게 멕시코 국경과 캐나다 국경에 모두 접촉하며, 캐나다 국경을 통과한 후 북쪽으로 계속 이동하면 밴쿠버에 도달하게 된다.

## 경유도시
태평양 연안 3개 주를 통과하나, 샌프란시스코와는 직접적으로 연결되지 않는다.
- 캘리포니아주 샌디에이고
- 캘리포니아주 로스앤젤레스
- 캘리포니아주 트레이시
- 캘리포니아주 자모라
- 캘리포니아주 새크라멘토
- 오리건주 유진
- 오리건주 포틀랜드
- 워싱턴주 타코마
- 워싱턴주 시애틀

## 같이 보기
- 주간고속도로 제605호선
- 주간고속도로 제805호선
- 국도 제101호선 (미국)